# آرتور میچل
آرتور میچل (به انگلیسی: Arthur Mitchell) که بیشتر با عنوان قاتل سه‌گانه (به انگلیسی: Trinity Killer) شناخته می‌شود یک شخصیت خیالی در مجموعه تلویزیونی دکستر می‌باشد که به عنوان نقش منفی اصلی در فصل چهارم حضور دارد. جان لیسگو ایفاگر نقش میچل در این سریال است.

این شخصیت تحسین جهانی را بین بینندگان و منتقدان بدست آورده‌است به طوری که برای جان لیسگو، بازیگر این نقش، یک جایزه گلدن گلوب و یک جایزه امی به ارمغان آورد. در سال ۲۰۱۶ مجله رولینگ استون این شخصیت را به عنوان رتبه ۳۴ام در لیست «۴۰ شخصیت برترِ منفی در سریال‌های تلویزیونی در تمام دوران» معرفی کرد.